# Симферополь (средний разведывательный корабль)
«Симферополь» — украинский средний разведывательный корабль. Построен в корпусе траулера проекта 502ЭМ.
Основой комплекса разведывательного оборудования СЗРК является станция радиотехнической разведки «Мельхиор» производства ГП НИИ «Квант-Радиолокация» (Киев). Также среди вероятного оборудования корабля могут быть импортированные Украиной в мае 2019 года широкополосные пеленгаторные антенны компании Rohde & Schwarz.
29 мая 2019 года на корабле произошел пожар, который повлиял на сроки введения корабля в эксплуатацию, но проект был доведен до испытаний.
В настоящее время корабль находится на заводских ходовых испытаниях[когда?]

.